# Чистополье (Токмакский район)
Чистополье (укр. Чистопілля) — село,
Новенский сельский совет,
Токмакский район,
Запорожская область,
Украина.
Код КОАТУУ — 2325282406. Население по переписи 2001 года составляло 486 человек.

## Географическое положение
Село Чистополье находится на расстоянии в 4,5 км от села Покровское.

## История
- 1775 год — дата основания как село Тифенбрунь.
- 1945 г. — переименовано в Глубокую Криницу[2]
- В 1958 году переименовано в село Чистополье.

## Транспорт
Население передвигается на собственном транспорте.